# Karl Hermann von Hörner
Karl Hermann Hörner, ab 1871 von Hörner, (* 26. März 1809 in Eybach; † 26. Januar 1880 in Cannstatt) war ein württembergischer Politiker und Oberamtmann.

## Leben und Beruf
Karl Hermann Hörner wurde von seinem Vater, der Pfarrer war, unterrichtet. Nach 14 Jahren Unterricht machte er eine Schreiberlehre, die er 1833 mit der Dienstprüfung beim Ministerium des Innern abschloss. Von 1834 bis 1836 war er Oberamtsaktuar in Wangen, von 1836 bis 1841 in Ellwangen. Von 1841 bis 1845 arbeitete er als Sekretär bei der Stadtdirektion Stuttgart. Von 1845 bis 1847 war er provisorischer und von 1847 bis 1853 planmäßiger Oberamtmann in Tuttlingen. Es folgten Oberamtmannstellen von 1853 bis 1860 beim Oberamt Backnang, von 1860 bis 1866 beim Oberamt Reutlingen und von 1866 bis 1877 beim Amtsoberamt Stuttgart. Seit 1867 führte er den Titel Regierungsrat, 1877 trat er in den Ruhestand.

## Politik
Hörner war von 1854 bis 1855 Abgeordneter des Bezirks Tuttlingen und von 1866 bis 1876 des Bezirks Tübingen in der Zweiten Kammer des württembergischen Landtags.

## Ehrungen, Nobilitierung
- 1860 Ritterkreuz 1. Klasse des Friedrichsordens
- 1867 Ernennung zum Regierungsrat
- 1871 Ritterkreuz 1. Klasse des Ordens der württembergischen Krone, welches mit dem persönlichen Adelstitel (Nobilitierung) verbunden war